# Kinoshita Shinji
Shinji Kinoshita (sinh ngày 7 tháng 12 năm 1989) là một cầu thủ bóng đá người Nhật Bản.

## Sự nghiệp câu lạc bộ
Shinji Kinoshita đã từng chơi cho Thespa Kusatsu.